# چرخ‌ریسوی سرخاکستری

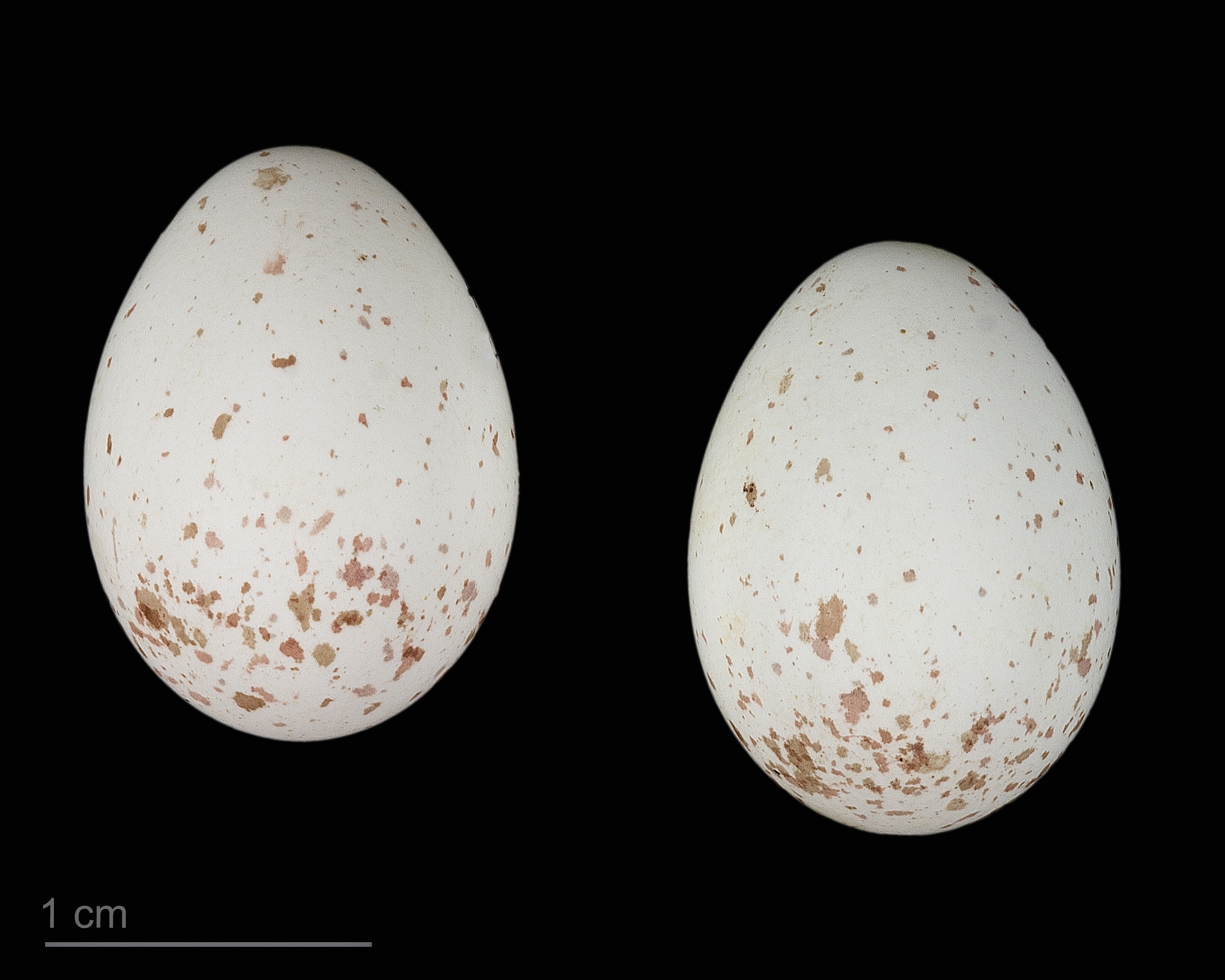
Poecile cinctus lapponicus

چرخ‌ریسوی سرخاکستری (نام علمی: Poecile cinctus) نام یک گونه از تیره چرخ‌ریسک است.